# Thalictrum fargesii
Thalictrum fargesii är en ranunkelväxtart som beskrevs av Adrien René Franchet, Achille Eugène Finet och Gagnep.. Thalictrum fargesii ingår i släktet rutor, och familjen ranunkelväxter. Inga underarter finns listade i Catalogue of Life.